# 13 (album d'Havoc)
Pour les articles homonymes, voir 13 (homonymie).
Albums de Havoc
Hidden Files
(2009) Thirteen Reloaded
(2014)
Singles
1. Tell Me to My Face
Sortie : 5 mars 2013
2. Gone
Sortie : 5 mars 2013
3. Life We Chose
Sortie : 16 avril 2013

13 est le troisième album studio d'Havoc, sorti le 7 mai 2013.
L'album s'est classé 44e au Top R&B/Hip-Hop Albums.

## Liste des titres
| No  | Titre                                                                     | Contient un (des) sample(s) de                                                            | Durée |
| --- | ------------------------------------------------------------------------- | ----------------------------------------------------------------------------------------- | ----- |
| 1.  | Gone (Produit par Havoc)                                                  | Joue-moi quelque chose de Synopsis                                                        | 3:28  |
| 2.  | Favorite Rap Stars (featuring Styles P et Raekwon – Produit par Havoc)    | Take Me With You de Lyn Christopher Midnight Theme de Manzel Handclapping Song des Meters | 3:52  |
| 3.  | Life We Chose (featuring Lloyd Banks – Produit par Havoc et FMG)          |                                                                                           | 3:33  |
| 4.  | Colder Days (featuring Masspike Miles – Produit par Havoc et FMG)         |                                                                                           | 5:06  |
| 5.  | Get Busy (Produit par Havoc)                                              | Pee-Wee's Dance de Joeski Love                                                            | 4:00  |
| 6.  | Eyes Open (featuring Twista – Produit par Havoc)                          |                                                                                           | 4:37  |
| 7.  | Tell Me to My Face (featuring Royce da 5'9" – Produit par Havoc et FMG)   |                                                                                           | 3:57  |
| 8.  | This World (featuring Masspike Miles – Produit par Royce Music Group)     | Hospital Prelude of Love Theme de Willie Hutch                                            | 3:44  |
| 9.  | Already Tomorrow (Produit par Havoc)                                      |                                                                                           | 3:35  |
| 10. | Hear Dat (Produit par Havoc)                                              | Zen-Gun de Ryuichi Sakamoto                                                               | 3:16  |
| 11. | Gettin' Mines (Produit par Havoc, Andrew Lloyd et Team Green Productions) |                                                                                           | 3:11  |
| 12. | Long Road (Outro) (Produit par Havoc)                                     |                                                                                           | 1:23  |

| 13. | Can't Sleep (Produit par Statik Selektah) | 3:09 |